# Regenband

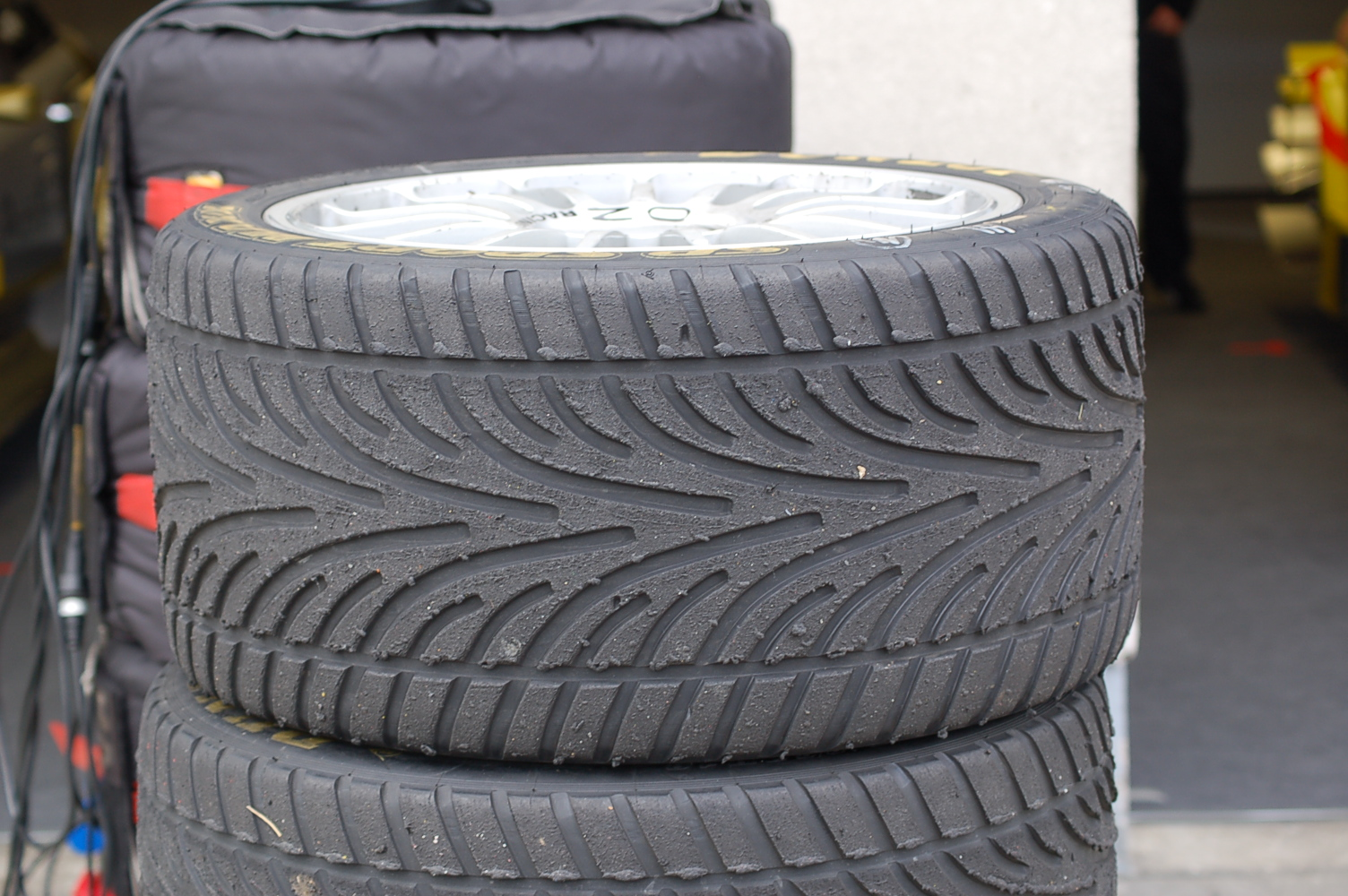
Regenbanden van een DTM-auto

Een regenband is een band die bij races met auto's en motorfietsen wordt gebruikt onder natte omstandigheden. 
Afhankelijk van de weersomstandigheden, de waterafvoer op een circuit en het gebruikt asfalt worden verschillende soorten regenbanden gebruikt: soft wets (zachte regenbanden), hard wets (harde regenbanden), monsoon (extreem veel water op de baan). Bij matige regen worden banden gekozen die het midden houden tussen droog weer banden (slicks) en regenbanden, de intermediates.